# العلاقات البوليفية التوفالية
العلاقات البوليفية التوفالية هي العلاقات الثنائية التي تجمع بين بوليفيا وتوفالو.

## مقارنة بين البلدين
هذه مقارنة عامة ومرجعية للدولتين:
| وجه المقارنة                                              | بوليفيا                                          | توفالو                         |
| --------------------------------------------------------- | ------------------------------------------------ | ------------------------------ |
| المساحة (كم2)                                             | 1.10 مليون                                       | 26                             |
| عدد السكان (نسمة)                                         | 11.05 مليون                                      | 11.19 ألف                      |
| الكثافة السكانية (ن./كم²)                                 | 10.05                                            | 43.04 ألف                      |
| العاصمة                                                   | سوكري، لاباز                                     | فونافوتي                       |
| اللغة الرسمية                                             | اللغة الإسبانية، اللغة الأيمرية، كتشوا، غوارانية | اللغة التوفالوية، لغة إنجليزية |
| العملة                                                    | بوليفاريو بوليفي                                 | دولار توفالو                   |
| الناتج المحلي الإجمالي (بليون دولار)                      | 37.51 مليار                                      | 39.73 مليون                    |
| الناتج المحلي الإجمالي (تعادل القوة الشرائية) بليون دولار | 74.58 مليار                                      | 38.93 مليون                    |
| الناتج المحلي الإجمالي الاسمي للفرد دولار أمريكي          | 3.08 ألف                                         | 3.29 ألف                       |
| الناتج المحلي الإجمالي للفرد دولار أمريكي                 | 6.63 ألف                                         | 3.77 ألف                       |
| مؤشر التنمية البشرية                                      | 0.662                                            |                                |
| رمز المكالمات الدولي                                      | +591                                             | +688                           |
| رمز الإنترنت                                              | .bo                                              | .tv                            |
| المنطقة الزمنية                                           | 00                                               | ت ع م+12:00                    |

## منظمات دولية مشتركة
يشترك البلدان في عضوية مجموعة من المنظمات الدولية، منها:
| علم المنظمة | اسم المنظمة                   | تاريخ انضمام بوليفيا | تاريخ انضمام توفالو |
| ----------- | ----------------------------- | -------------------- | ------------------- |
|             | الاتحاد البريدي العالمي       | ?                    | ?                   |
|             | البنك الدولي للإنشاء والتعمير | 27 ديسمبر 1945       | 24 يونيو 2010       |
|             | الاتحاد الدولي للاتصالات      | 1 يونيو 1907         | 15 أغسطس 1996       |
|             | مؤسسة التنمية الدولية         | 21 يونيو 1961        | 24 يونيو 2010       |
|             | منظمة حظر الأسلحة الكيميائية  | ?                    | ?                   |
|             | الأمم المتحدة                 | 14 نوفمبر 1945       | 5 سبتمبر 2000       |
|             | يونسكو                        | 13 نوفمبر 1946       | 21 أكتوبر 1991      |

## وصلات خارجية
- موقع وزارة الخارجية البوليفية